# Rezerwat przyrody Olszyny Rumockie
Rezerwat przyrody Olszyny Rumockie – leśny rezerwat przyrody utworzony w 1994 r. na gruntach wsi Rumoka, na terenie gminy Lipowiec Kościelny, na gruntach leśnictwa Mostowo, nadleśnictwa Dwukoły, na tarasie zalewowym i nadzalewowym rzeki Mławki.
Celem ochrony jest zachowanie ze względów naukowych, dydaktycznych i krajobrazowych naturalnych łęgów olszowo-jesionowych oraz miejsc lęgowych licznych gatunków ptaków, w tym bociana czarnego.
Rezerwat zajmuje powierzchnię 148,95 ha (akt powołujący podawał 149,51 ha). Wokół rezerwatu utworzono otulinę o powierzchni 355,8208 ha. Rezerwat jest objęty ochroną czynną.